# 斯塔布冰川

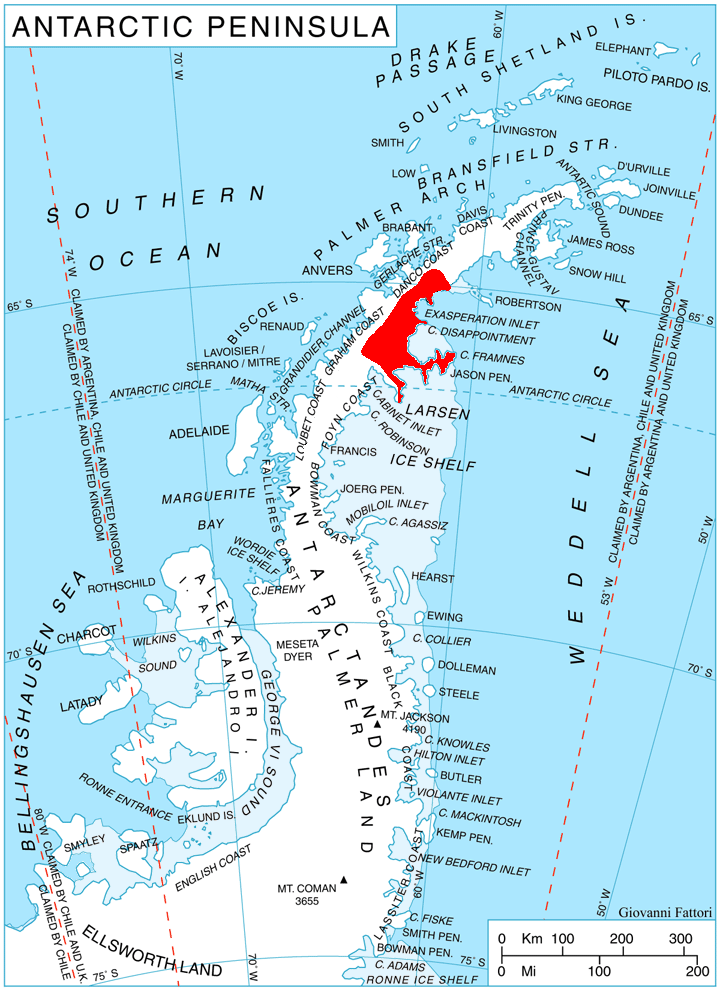

65°39′S 62°8′W / 65.650°S 62.133°W
斯塔布冰川是南極洲的冰川，位於葛拉漢地東岸亞里斯多德山脈地區，全長20公里，末端在魁魁格山和塔斯特戈角之間，以赫爾曼·梅爾維爾小說《白鯨記》的角色命名。